# ایگناشینو
ایگناشینو (به لاتین: Ignashino) یک منطقهٔ مسکونی در روسیه است که در استان آمور واقع شده‌است.